# Changūrī
Changūrī (persiska: چنگوری) är en ort i Iran.   Den ligger i provinsen Zanjan, i den nordvästra delen av landet, 260 km väster om huvudstaden Teheran. Changūrī ligger 2 065 meter över havet och antalet invånare är 851.
Terrängen runt Changūrī är kuperad åt nordost, men åt sydväst är den platt.Runt Changūrī är det ganska glesbefolkat, med 34 invånare per kvadratkilometer. Närmaste större samhälle är Sojās, 17,4 km söder om Changūrī. Trakten runt Changūrī består i huvudsak av gräsmarker.